# Teoria przewagi komparatywnej
Teoria przewagi komparatywnej (teoria przewagi względnej, teoria kosztów komparatywnych) – teoria ekonomiczna wyjaśniająca mechanizm obustronnie korzystnej międzynarodowej wymiany towarów i usług w sytuacji znacząco niższych kosztów produkcji dóbr jednego z partnerów wymiany. Zgodnie z tą teorią decydujące znaczenie dla korzyści czerpanych z wymiany przez obydwu partnerów handlowych ma względny stosunek kosztów produkcji dóbr będących przedmiotem wymiany w krajach partnerów, a nie bezwzględny poziom nakładów, jakie w poszczególnych krajach należy ponieść na wytworzenie tych dóbr. Wystarczającą przesłanką rozwoju specjalizacji, handlu międzynarodowego i międzynarodowego podziału pracy jest występowanie względnych różnic kosztów wytwarzania, mierzonych nakładami pracy.
Teoria kosztów komparatywnych jest rozszerzeniem i jednocześnie uogólnieniem teorii kosztów absolutnych Adama Smitha, zgodnie z którą w wymianie handlowej decyduje poziom bezwzględnych kosztów produkcji, a większe korzyści z wymiany będzie odnosił partner, który potrafi wytworzyć dobra mniejszym nakładem.

## Geneza
Po raz pierwszy teorię kosztów komparatywnych sformułował Robert Torrens. W pracy wydanej w 1808 roku zawarł on najważniejsze elementy teorii, którą potem w zmodyfikowanej wersji przedstawił w wydanym w 1815 roku opracowaniu An Essay on the External Corn Trade (Traktat na temat handlu zagranicznego zbożem). Opisał w nim przykład wymiany dóbr przemysłowych i rolnych między Anglią a Polską. Doszedł do wniosku, że Anglia może odnosić znaczące korzyści, sprzedając Polsce towary przemysłowe w zamian za zboże, nawet w przypadku, gdy produkcja zboża jest tańsza w Anglii niż w Polsce.
Teoria została jednak dużo szerzej spopularyzowana przez Davida Ricardo, który wyjaśnił kryjącą się za nią koncepcję w wydanej w 1817 roku książce Zasady ekonomii politycznej i opodatkowania. Upowszechnienie teorii przez Ricardo miało wpływ na częste przypisywanie mu jej autorstwa. Jakkolwiek Ricardo nie był pierwszym, który sformułował koncepcję kosztów komparatywnych, jego niewątpliwym wkładem było opracowanie jej w formie naukowej (choć bez pogłębionej analizy) oraz spopularyzowanie jej do tego stopnia, że stała się dominującą teorią międzynarodowej wymiany handlowej i do dziś jest ważnym punktem odniesienia dla współczesnych teorii handlu.

## Koncepcja
Zgodnie z teorią kosztów komparatywnych o podjęciu i odnoszeniu korzyści z międzynarodowej wymiany handlowej decyduje względny poziom kosztów produkcji wymienianych dóbr. W najogólniejszym ujęciu teoria wykazuje, że dany uczestnik wymiany może odnosić korzyści, gdy sprzedaje dobra wymagające mniejszych nakładów na produkcję, w zamian za dobra, które wymagają w jego kraju większych nakładów. Oznacza to, że bezwzględny poziom kosztów wytworzenia danego dobra nie jest istotny, ponieważ o wartości danego dobra w wymianie będzie decydować wartość nakładów, jakie kraj może zaoszczędzić, powstrzymując się od produkcji tego dobra.
Oddając jednostkę dobra wymagającą mniejszych nakładów w zamian za jednostkę dobra wymagającą większych nakładów, kraj odnosi korzyści w postaci zaoszczędzenia części kosztów, które musiałby ponieść na wytworzenie droższego dobra. Zaoszczędzona część będzie równa różnicy nakładów na produkcję obu dóbr.
W ten sposób kraj będzie odnosił korzyści zawsze wówczas, gdy oddaje dobro wyprodukowane niskim nakładem w zamian za dobro, które musiałby produkować wysokim nakładem. Jednocześnie w kraju jego partnera handlowego relacja kosztowa tych samych dóbr może być odwrotna, np. ze względu na międzynarodową specjalizację produkcji – warunki wytwarzania dóbr (a więc i niezbędne nakłady) mogą się różnić. Jeżeli te same dobra w drugim kraju mają odwrotne relacje kosztów niż w pierwszym kraju wówczas oba kraje wymieniają dobra tańsze za dobra droższe i tym samym oba odnoszą korzyści.
Nawet jeżeli bezwzględny poziom koniecznych nakładów na produkcję obydwu wymienianych dóbr w danym kraju jest znacząco wyższy, niż u partnera handlowego, to wciąż partner odnosi korzyści z wymiany (opłaca mu się sprowadzać dobra), ponieważ w zamian za tanio wytworzony produkt otrzymuje produkt, który wymagałby w jego kraju większych nakładów. Nie jest dla niego istotne, jakim nakładem wyprodukował dane dobro drugi kraj, lecz istotne jest dla niego jaką ilość nakładów może zaoszczędzić, powstrzymując się od konieczności wyprodukowania tego dobra samemu.
W miarę upływu czasu przewaga komparatywna podlega zmianom.

## Założenia
Teoria opiera się na kilku założeniach, które w większości mają za zadanie uproszczenie rozumowania.
- Rozpatruje się dwa państwa i dwa towary
- Jedynym czynnikiem produkcji jest praca
- Doskonała przenośność czynników produkcji z gałęzi do gałęzi
- Doskonała konkurencja
- Pełne zatrudnienie
- Niezmienność warunków produkcji wpływających na różnice w kosztach wytwarzania
- Pełna równorzędność krajów
- Pełna swoboda decydowania o strukturach wymiany

## Przykład
David Ricardo w swojej książce posłużył się przykładem Anglii i Portugalii oraz dwoma produkowanymi przez nie dobrami – winem i suknem.
Oba dobra można wyprodukować w obu krajach, jednak w Portugalii jednostka wina wymaga mniejszych nakładów na produkcję niż jednostka sukna. W Anglii nakłady konieczne do wyprodukowania obydwu dóbr są znacznie większe niż w Portugalii, jednak w przeciwieństwie do Portugalii, w Anglii sukno jest tańsze do wyprodukowania od wina. Poniższa tabela przedstawia nakłady w roboczodniach niezbędnych do wyprodukowania jednostki danego dobra w obu krajach:
|       | Anglia | Portugalia |
| ----- | ------ | ---------- |
| Sukno | 80     | 30         |
| Wino  | 100    | 20         |

Portugalia ma zatem bezwzględną przewagę, ponieważ oba dobra jest w stanie wyprodukować taniej niż Anglia. Jednocześnie obydwa kraje potrzebują po 5 jednostek każdego dobra. Jeżeli będą chciały zaspokoić swoje potrzeby wyłącznie własną produkcją (czyli powstrzymają się od wymiany), wówczas nakład pracy konieczny do zaspokojenia swojego zapotrzebowania na wino i sukno przedstawia się następująco:
|                 | Anglia             | Anglia       | Anglia          | Portugalia         | Portugalia   | Portugalia |
| Roboczo-godziny | Wielkość produkcji | Nakład pracy | Roboczo-godziny | Wielkość produkcji | Nakład pracy |            |
| --------------- | ------------------ | ------------ | --------------- | ------------------ | ------------ | ---------- |
| Sukno           | 80                 | 5            | 400             | 30                 | 5            | 150        |
| Wino            | 100                | 5            | 500             | 20                 | 5            | 100        |
|                 |                    | 10           | 900             |                    | 10           | 250        |

Jednostka wina wyrażona w suknie jest tańsza w Portugalii (1 wino = 0,66 sukna) niż w Anglii (1 wino = 1,25 sukna).
Jednostka sukna wyrażona w winie jest droższa w Portugalii (1 sukno = 1,5 wina) niż w Anglii (1 sukno = 0,8 wina).
Ta różnica we względnej cenie dwóch dóbr w Anglii i Portugalii stanowi istotę teorii kosztów komparatywnych: Anglii opłaca się wymienić jednostkę sukna za jednostkę wina, ponieważ w Anglii sukno jest tańsze od wina. Jednocześnie Portugalii opłaca się oddać jednostkę wina w zamian za jednostkę sukna, ponieważ w Portugalii wino jest tańsze od sukna. Fakt, że Portugalia ma znacząco niższy poziom kosztów dla obydwu dóbr, nie wpływa na korzyści, jakie oba kraje odnoszą z wymiany handlowej.
Jeżeli oba kraje zdecydują się wyspecjalizować w produkcji dobra o niższym koszcie komparatywnym i produkować dodatkowe jednostki z przeznaczeniem na wymianę za dobra o wyższym koszcie komparatywnym, wówczas będą mogły skorzystać na wymianie handlowej. Globalna produkcja się nie zmieni, zatem Portugalia wyprodukuje 10 jednostek wina, z czego sprzeda 5 jednostek Anglii w zamian za 5 jednostek sukna. Anglia wyprodukuje 10 jednostek sukna, z czego 5 jednostek wymieni za 5 jednostek wina. Nakłady obu krajów będą się kształtować następująco:
|                 | Anglia             | Anglia       | Anglia          | Portugalia         | Portugalia   | Portugalia |
| Roboczo-godziny | Wielkość produkcji | Nakład pracy | Roboczo-godziny | Wielkość produkcji | Nakład pracy |            |
| --------------- | ------------------ | ------------ | --------------- | ------------------ | ------------ | ---------- |
| Sukno           | 80                 | 10           | 800             | 30                 | 0            | 0          |
| Wino            | 100                | 0            | 0               | 20                 | 10           | 200        |
|                 |                    | 10           | 800             |                    | 10           | 200        |

Po wymianie 5 jednostek wina za 5 jednostek sukna oba kraje zaspokajają swoje zapotrzebowanie na oba produkty. Jednocześnie w porównaniu do sytuacji, gdy kraje produkowały wyłącznie na własny użytek, wymiana pozwoliła na obniżenie nakładów na produkcję:
|                     | Anglia | Portugalia |
| ------------------- | ------ | ---------- |
| Koszt bez wymiany   | 900    | 250        |
| Koszt z wymianą     | 800    | 200        |
| Różnica bezwzględna | 100    | 50         |
| Różnica względna    | 11%    | 20%        |

Zarówno Anglia, jak i Portugalia odniosły korzyści na wymianie handlowej pomimo znaczącej różnicy w ogólnym poziomie kosztów w obu krajach.

## Krytyka
Oponenci teorii przewagi względnej podkreślają, między innymi, że efektywność produkcyjna rozumiana jako niewielka liczba roboczogodzin niezbędna do wytworzenia danego towaru nie może być uznana w każdych warunkach za zjawisko pozytywne, że nie powinno się omawiać w ramach modelu wymiany związanej z konsumpcją destrukcyjną, że w praktyce bardziej rozwinięte gospodarki osiągają relatywnie wyższe korzyści z eksportu dóbr zaawansowanych.